# Døde i 2015
Døde i 2015 er en liste over notable personer, der er afgået ved døden i 2015. 

## Januar
| - Abdullah af Saudi-Arabien - Charles Hard Townes - Richard von Weizsäcker |

- 1. januar − Omar Karami, libanesisk premierminister (født 1934).
- 1. januar − Ulrich Beck, tysk sociolog (født 1944).
- 1. januar − Mario Cuomo, amerikanske politiker (født 1932).
- 3. januar − Edward Brooke, amerikansk senator (født 1919).
- 5. januar − Francesca Hilton, amerikansk skuespillerinde (født 1947).
- 7. januar − Rod Taylor, australsk skuespiller (født 1930).
- 7. januar − Charb, fransk journalist (født 1967).
- 7. januar − Georges Wolinski, fransk tegner (født 1934).
- 8. januar − Andraé Crouch, amerikansk sanger (født 1942).
- 10. januar − Peder Pedersen, dansk cykelrytter og -leder (født 1945).
- 10. januar − Junior Malanda, belgisk fodboldspiller (født 1994).
- 11. januar − Anita Ekberg, svensk skuespillerinde (født 1931).
- 12. januar − Elena Obraztsova, russisk mezzosopran (født 1939).
- 15. januar − Chikao Ohtsuka, japansk stemmeindlæser (født 1929).
- 19. januar − Anne Kirkbride, engelsk skuespillerinde (født 1954).
- 23. januar − Abdullah af Saudi-Arabien, konge af Saudi-Arabien (født 1924).
- 24. januar − Esper Hagen, dansk skuespiller (født 1948).
- 25. januar − Demis Roussos, græsk sanger (født 1946).
- 27. januar − Charles Hard Townes, amerikansk fysiker og pædagog (født 1915).
- 29. januar − Colleen McCullough, australsk forfatter (født 1937).
- 29. januar − Ole Sørensen, dansk fodboldspiller (født 1937).
- 30. januar − Henryk Szczepański, polsk fodboldspiller (født 1933).
- 31. januar − Richard von Weizsäcker, tysk præsident (født 1920).

## Februar
| - Kathrine Windfeld - Louis Jourdan - Leonard Nimoy |

- 1. februar – Henrik Otbo, dansk rigsrevisor (født 1949).
- 2. februar – Dalmo Gaspar, brasiliansk fodboldspiller (født 1932).
- 3. februar – Mary Healy, amerikansk skuespillerinde (født 1918).
- 4. februar – Odete Lara, brasiliansk skuespillerinde (født 1929).
- 5. februar – Henri Coppens, belgisk fodboldspiller (født 1930).
- 5. februar – Val Logsdon Fitch, amerikansk kernefysiker (født 1923).
- 6. februar – Kathrine Windfeld, dansk filminstruktør (født 1966).
- 6. februar – André Brink, sydafrikansk forfatter (født 1935).
- 6. februar – Assia Djebar, algerisk forfatter (født 1936).
- 7. februar – Marshall Rosenberg, amerikansk psykolog (født 1934).
- 8. februar – Oscar Stenström, finsk cykelrytter (født 1978).
- 9. februar – Ed Sabol, amerikansk filmskaber (født 1916).
- 10. februar – Deng Liqun, kinesisk politiker (født 1915).
- 11. februar – Roger Hanin, fransk skuespiller og instruktør (født 1925).
- 12. februar – Movita Castaneda, amerikansk skuespillerinde (født 1916).
- 13. februar – John McCabe, engelsk komponist (født 1939).
- 14. februar – Louis Jourdan, fransk filmskuespiller (født 1921).
- 14. februar – Kári á Rógvi, færøsk professor i jura og politiker (født 1973).
- 14. februar – Finn Nørgaard, dansk filminstruktør (født 1960).
- 15. februar – Dan Uzan, dansk basketballspiller (født 1977).
- 18. februar – Claude Criquielion, belgisk cykelrytter (født 1957).
- 19. februar – Talus Taylor, amerikansk børnebogsforfatter (født 1933).
- 21. februar – Clark Terry, amerikansk jazztrompetist (født 1920).
- 24. februar – Irving Kahn, amerikansk investor (født 1905).
- 27. februar – Leonard Nimoy, amerikansk skuespiller (født 1931).
- 27. februar – Boris Nemtsov, russisk politiker (født 1959).

## Marts
| - Malcolm Fraser - Jørgen Ingmann - Lee Kuan Yew - Tomas Tranströmer |

- 2. marts – Dave Mackay, skotsk fodboldspiller og - træner (født 1934).
- 5. marts – Jim McCann, irsk musiker (født 1944).
- 7. marts – Tomislav Radić, kroatisk filminstruktør (født 1940).
- 8. marts – Lew Soloff, amerikansk trompetist, komponist og lærer (født 1944).
- 8. marts – Sam Simon, amerikansk forfatter og tv-producer (født 1955).
- 9. marts – Camille Muffat, fransk svømmer (født 1989).
- 9. marts – Alexis Vastine, fransk bokser (født 1986).
- 9. marts – Frei Otto, tysk arkitekt (født 1925).
- 10. marts – Richard Glatzer, amerikansk forfatter (født 1952).
- 12. marts – Terry Pratchett, engelsk forfatter (født 1948).
- 12. marts – Peter Heering, dansk fabrikant (født 1934).
- 13. marts – Inge Eriksen, dansk forfatter (født 1935).
- 13. marts – Ib Melchior, dansk-amerikansk forfatter og filminstruktør (født 1917).
- 13. marts – Daevid Allen, australsk guitarist og sanger (født 1938).
- 18. marts – Grace Ogot, kenyansk forfatter (født 1930).
- 19. marts – Carlos Mijares Bracho, mexicansk arkitekt (født 1930).
- 20. marts – Malcolm Fraser, australsk politiker og premierminister (født 1930).
- 21. marts – Jørgen Ingmann, dansk guitarist (født 1925).
- 21. marts – Hans Erni, schweizisk maler, designer og billedhugger (født 1909).
- 22. marts – Peter Pišťanek, slavisk forfatter (født 1960).
- 23. marts – Lee Kuan Yew, politiker og premierminister fra Singapore (født 1923).
- 23. marts - Søren Kam, dansk SS-officer (født 1921).
- 24. marts – Otto Frello, dansk kunstmaler (født 1924).
- 24. marts – Scott Clendenin, Amerikansk bassist (født 1968).
- 26. marts – Tomas Tranströmer, svensk forfatter (født 1931).
- 29. marts - Helle Stangerup, dansk forfatter (født 1939).

## April
| - Manoel de Oliveira - Klaus Rifbjerg |

- 1. april – Misao Okawa, verdens ældste kvinde fra Japan (født 1898).
- 1. april – Nicolae Rainea, rumænsk fodbolddommer (født 1933).
- 2. april - Manoel de Oliveira, portugisisk filminstruktør (født 1908).
- 2. april - Per Vilhelm Brüel, dansk civilingeniør, og grundlægger af virksomheden Brüel & Kjær (født 1915).
- 3. april - Bob Burns, amerikansk trommeslager (født 1950).
- 4. april - Klaus Rifbjerg, dansk forfatter (født 1931).
- 4. april – Elmer Lach, canadisk ishockeyspiller (født 1918).
- 5. april - Richard Dysart, amerikansk skuespiller (født 1929).
- 8. april - Nan Inger Östman, svensk forfatter (født 1923).
- 9. april - Nina Companeez, fransk filminstruktør (født 1937).
- 10. april – Raul Hector Castro, amerikansk politiker (født 1916).
- 12. april – Patrice Dominguez, fransk tennisspiller (født 1950).
- 13. april - Gunter Grass, tysk forfatter (født 1927).
- 13. april - Eduardo Galeano, uruguaysk forfatter (født 1940).
- 14. april - Percy Sledge, amerikansk R&B/soul sanger (født 1941).
- 15. april - Gunilla Wolde, svensk børnebogsforfatter (født 1939).
- 15. april - Jonathan Crombie, canadisk skuespiller (født 1966).
- 17. april - Izzat Ibrahim ad-Douri, irakisk general og kommandør (født 1942).
- 17. april - Jaroslav Holík, tjekkoslovakisk ishockeyspiller (født 1942).
- 21. april – John Moshoeu, sydafrikansk fodboldspiller (født 1965).
- 23. april - Jan Fog, dansk ejendomsmægler (født 1949).
- 23. april - Sawyer Sweeten, amerikansk børneskuespiller (født 1995).
- 24. april - Władysław Bartoszewski, polsk politiker (født 1922).
- 25. april - Jiří Hledík, tjekkisk fodboldspiller (født 1929).
- 26. april - Jayne Meadows, amerikansk skuespillerinde (født 1919).
- 28. april - Yoshihiko Osaki, japansk svømmer (født 1939).
- 30. april - Ben E. King, amerikansk sanger (født 1938).
- 30. april - Rutger Gunnarsson, svensk musiker (født 1946).

## Maj
| - B.B. King |

- 2. maj - Ruth Rendell, britisk forfatter (født 1930).
- 4. maj - Ellen Albertini Dow, amerikansk skuespillerinde (født 1913).
- 6. maj - Eroll Brown, amerikansk sanger og frontfigur i bandet Hot Chocolate (født 1943).
- 7. maj - Karsten Lund, dansk fodboldspiller (født 1943).
- 8. maj - Rutger Gunnarson, svensk bassist, der har spillet for Harpo, Bjørn Skifs, samt på de fleste af Abba’s produktioner (født 1946).
- 9. maj - Kenan Evren, tyrkisk politiker (født 1917).
- 10. maj - Jack Body, newzealandsk komponist (født 1944).
- 12. maj - Peter Gay, amerikansk historiker (født 1923).
- 13. maj - Robert Drasnin, amerikansk komponist (født 1927).
- 14. maj - B.B. King, amerikansk bluesmusiker, guitarist og sangskriver (født 1925).
- 15. maj - Jacob Jensen, dansk designer (født 1926).
- 18. maj - Halldór Ásgrímsson, islandsk politiker (født 1947).
- 19. maj - Finn Aaberg, dansk politiker (født 1940).
- 20. maj - Ebba Hentze, færøsk forfatter (født 1930).
- 21. maj - Louis Johnson, amerikansk musiker (født 1955).
- 23. maj - John Nash, amerikansk matematiker og modtager af Nobelprisen i økonomi (født 1928).
- 23. maj - Anne Meara, amerikansk komiker og skuespiller (født 1929).
- 27. maj - Nils Christie, norsk sociolog og kriminolog (født 1928).
- 28. maj - Reynaldo Rey, amerikansk skuespiller (født 1940).
- 29. maj - Betsy Palmer, amerikansk skuespillerinde (født 1926).
- 30. maj - Beau Biden, amerikansk politiker (født 1969).
- 31. maj - Hiroshi Koizumi, japansk skuespiller (født 1926).

## Juni
| - Christopher Lee - Süleyman Demirel - James Horner |

- 1. juni - Charles Kennedy, britisk politiker (født 1959).
- 2. juni - Irwin Rose, amerikansk biologer (født 1926).
- 4. juni - Jørgen Ravn, dansk fodboldspiller (født 1940).
- 5. juni - Tariq Aziz, irakisk udenrigsminister og viceministerpræsident (født 1936).
- 5. juni - Frede Klitgård, dansk modstandsmand (født 1923).
- 6. juni - Pierre Brice, fransk skuespiller (født 1929).
- 7. juni - Christopher Lee, britisk skuespiller (født 1922).
- 9. juni - James Last, tysk musiker og komponist (født 1929).
- 11. juni - Ornette Coleman, amerikansk jazz-saxofonist, komponist og orkesterleder (født 1930).
- 12. juni - Monica Lewis, amerikansk skuespillerinde (født 1922).
- 13. juni - Magnus Härenstam, svensk skuespiller og tv-vært (født 1941).
- 14. juni - Zito, brasiliansk fodboldspiller (født 1932).
- 15. juni - Kirk Kerkorian, amerikansk investor (født 1917).
- 16. juni - Jean Vautrin, fransk forfatter (født 1933).
- 17. juni - Süleyman Demirel, tyrkisk premierminister (født 1924).
- 18. juni - Poul Hoffmann, dansk forfatter (født 1928).
- 19. juni - James Salter, amerikansk forfatter (født 1925).
- 21. juni - Gunther Schuller, amerikansk komponist (født 1925).
- 22. juni - James Horner, amerikansk komponist (født 1953).
- 22. juni - James Carnegie, 3. hertug af Fife, skotsk adelsmand (født 1929).
- 23. juni - Dick Van Patten, amerikansk skuespiller (født 1928).
- 25. juni - Patrick Macnee, engelsk skuespiller (født 1922).
- 26. juni - Matti Makkonen, finsk ingeniør (født 1952).
- 29. juni - Josef Masopust, tjekkisk fodboldspiller (født 1931).
- 30. juni - Ole Donner, dansk fhv. folketingsmedlem (født 1939).

## Juli
| - Nicholas Winton - Omar Sharif - Abdul Kalam |

- 1. juli - Nicholas Winton, britisk børsmægler (født 1909).
- 3. juli - Diana Douglas, amerikansk skuespillerinde (født 1923).
- 5. juli - Uffe Haagerup, dansk matematiker (født 1949).
- 8. juli - Irwin Keyes, amerikansk skuespiller (født 1952).
- 10. juli - Omar Sharif, egyptisk skuespiller (født 1932).
- 10. juli - Ingmar Lindmarker, svensk journalist og forfatter (født 1931).
- 11. juli - Satoru Iwata, japansk businessman (født 1959).
- 11. juli - Patricia Crone, dansk islamforsker (født 1945).
- 12. juli - Tenzin Delek Rinpoche, tibetansk munk og frihedskæmper (født 1950).
- 14. juli - Olaf Pooley, britisk skuespiller og forfatter (født 1914).
- 15. juli - Aubrey Morris, engelsk skuespiller (født 1926).
- 17. juli - Jules Bianchi, fransk racerfører. (født 1989).
- 19. juli - Simon Rosenbaum, dansk musiker, skuespiller og tekstforfatter (født 1926).
- 21. juli - E.L. Doctorow, amerikansk forfatter (født 1931).
- 22. juli - Natasha Parry, engelsk skuespillerinde (født 1930).
- 25. juli - Bob Kauffman, amerikansk basketballspiller (født 1946).
- 26. juli - Richard Bass, amerikansk bjergbestiger (født 1929).
- 27. juli - Abdul Kalam, indisk politiker og tidligere præsident (født 1931).
- 27. juli - Samuel Pisar, amerikansk advokat, forfatter og kz-lejre overlevende (født 1929).
- 28. juli - Edward Natapei, vanuatisk politiker (født 1954).
- 31. juli - Roddy Piper, canadisk wrestler (født 1954).

## August
| - Harald Nielsen - Hugo Rasmussen |

- 1. august - Cilla Black, engelsk sanger og entertainer (født 1943).
- 6. august - Orna Porat, israelsk skuespillerinde (født 1924).
- 8. august - Gus Mortson, canadisk ishockeyspiller (født 1925).
- 11. august - Harald Nielsen, dansk fodboldspiller (født 1941).
- 12. august - Jaakko Hintikka, finsk filosof og logiker (født 1929).
- 13. august - Watban Ibrahim Hasan, irakisk politiker (født 1952).
- 15. august - Julian Bond, amerikansk politiker, social aktivist og professor (født 1940).
- 16. august - Jacob Bekenstein, mexikansk-israelsk teoretisk fysiker (født 1947).
- 16. august - Anna Kashfi, britisk-indisk skuespiller (født 1934).
- 17. august - Yvonne Craig, amerikansk skuespiller (født 1937).
- 17. august - Eduardo Guerrero, argentinsk roer og ol-deltager (født 1928).
- 18. august - Khaled Asaad, syrisk arkæolog (født 1932).
- 20. august - Egon Bahr, tysk politiker og journalist (født 1922).
- 20. august - Vibeke Woldbye, dansk kunsthistoriker (født 1932).[1]
- 21. august - Wang Dongxing, kinesisk politiker (født 1916).
- 22. august - Tatu Vanhanen, finsk politiker (født 1929).
- 25. august - Francis Sejersted, norsk historiker (født 1936).
- 26. august - Amelia Boynton Robinson, amerikansk aktivist (født 1911).
- 27. august - Kazi Zafar Ahmed, bangladeshisk politiker og premierminister (født 1939).
- 28. august - Al Arbour, canadisk ishockeyspiller (født 1932).
- 30. august - Hugo Rasmussen, dansk jazzbassist (født 1941).
- 30. august - Wes Craven, amerikansk filminstruktør (født 1939).
- 30. august - Marvin Mandel, amerikansk politiker (født 1920).
- 30. august - Oliver Wolf Sacks, britisk neurolog og forfatter (født 1933).
- 31. august - Islam Timurzijev, russisk amatørbokser (født 1983).

## September
| - Jackie Collins |

- 1. september - Dean Carroll Jones, amerikansk skuespiller (født 1931).
- 3. september - Zhang Zhen, kinesisk general og politiker (født 1914).
- 4. september - Chandra Bahadur Dangi, verdens laveste menneske.
- 6. september - Martin Milner, amerikansk skuespiller (født 1931).
- 9. september - Jørgen Sonne, dansk forfatter (født 1925).
- 11. september - Bárbara Gil, mexicansk skuespillerinde (født 1930).
- 12. september - Adrian Frutiger, schweizisk grafisk designer (født 1928).
- 12. september - Ron Springett, engelsk fodboldspiller (født 1935).
- 13. september - Moses Malone, amerikansk basketballspiller (født 1955)
- 14. september - Fred DeLuca, amerikansk forretningsmand (født 1947).
- 15. september - Harry J. Lipkin, israelsk teoretisk atomfysiker (født 1921).
- 17. september - Vadim Kuzmin, russisk teoretisk fysiker (født 1937).
- 17. september - Valeria Cappellotto, italiensk cykelrytter (født 1970).
- 18. september - Czesław Ryll-Nardzewski, polsk matematiker (født 1926).
- 18. september - Mario Benjamín Menéndez, argentinsk militærmand, militær guvernør for Falklandsøerne (født 1930).
- 19. september - Jackie Collins, engelsk-amerikansk romanforfatter (født 1937).
- 20. september - Poul Jørgensen, dansk journalist (født 1928).
- 20. september - C. K. Williams, amerikansk poet (født 1936).
- 22. september - Yogi Berra, amerikansk baseballspiller (født 1925).
- 25. september - Manuel Oltra, spansk komponist (født 1922).
- 26. september - Kazuaki Kimura, japansk akademisk (født 1946).
- 27. september - John Guillermin, engelsk filminstruktør (født 1925).
- 28. september - Walter Dale Miller, amerikansk politiker (født 1925).
- 28. september - Ignacio Zoco, spansk fodboldspiller (født 1939).
- 29. september - Phil Woods, amerikansk jazzsaxofonist (født 1931).
- 30. september - Göran Hägg, svensk litteraturekspert og forfatter (født 1947).

## Oktober
| - Maureen O'Hara |

- 1. oktober - Ole Feldbæk, dansk historiker (født 1936).
- 3. oktober - Denis Healey, britisk politiker (født 1917).
- 4. oktober - Tove Fergo, dansk præst og politiker (født 1946).
- 5. oktober - Henning Mankell, svensk forfatter (født 1948).
- 7. oktober - Bent Rold Andersen, dansk politiker (født 1929).
- 7. oktober - Dominique Dropsy, fransk fodboldspiller (født 1951).
- 8. oktober - István Nemeskürty, ungarsk historiker (født 1925).
- 10. oktober - Richard F. Heck, amerikansk kemiker og nobelprisvinder (født 1931).
- 12. oktober - Joan Leslie, amerikansk skuespillerinde (født 1925).
- 15. oktober - Sergei Filippenkov, russisk fodboldspiller (født 1971).
- 17. oktober - Danièle Delorme, fransk skuespillerinde (født 1926).
- 19. oktober - Mogens Landsvig, dansk musiker og radiovært (født 1923).
- 22. oktober - Willem Aantjes, hollandsk politiker (født 1923).
- 23. oktober - Jim Roberts, canadisk ishockeyspiller (født 1940).
- 24. oktober - Maureen O'Hara, irsk-amerikansk skuespillerinde (født 1920).
- 26. oktober - Leo Kadanoff, amerikansk fysiker (født 1937).
- 28. oktober - Diane Charlemagne, britisk sangerinde (født 1964).
- 30. oktober - Al Molinaro, amerikansk skuespiller (født 1919).

## November
| - Helmut Schmidt - Kim Young-sam |

- 1. november - Günter Schabowski, tysk politiker (født 1929).
- 4. november - Melissa Mathison, amerikansk manuskriptforfatter (født 1950).
- 7. november - Gunnar Hansen, islandsk-amerikansk skuespiller (født 1947).
- 8. november - Kirsten Hermansen, dansk sopran (født 1930).
- 10. november - Helmut Schmidt, tysk politiker (født 1918).
- 11. november - Tage Skou-Hansen, dansk forfatter (født 1925).
- 13. november - Frithioff Johansen, dansk kunstner (født 1939).
- 15. november - Dora Doll, fransk skuespillerinde (født 1922).
- 17. november - Olaf Olsen, dansk historiker og arkæolog (født 1928).
- 19. november - Mal Whitfield, amerikansk olympisk løber (født 1924).
- 20. november - Jan Monrad, dansk sanger og entertainer (født 1951).
- 22. november - Kim Young-sam, sydkoreansk politiker (født 1927).
- 23. november - Douglass North, amerikansk økonom (født 1920).
- 26. november - Noboru Karashima, japansk forfatter (født 1933).
- 27. november - Barbro Hiort af Ornäs, svensk skuespillerinde (født 1921).
- 28. november - Gerry Byrne, engelsk fodboldspiller (født 1938).
- 30. november - Eldar Ryazanov, russisk filminstruktør (født 1927).
- 30. november - Shigeru Mizuki, japansk manga forfatter (født 1922).

## December
| - Gabriele Ferzetti - Robert Loggia - Dolph Schayes - Lemmy Kilmister |

- 2. december - Gabriele Ferzetti, italiensk skuespiller (født 1925).
- 3. december - Scott Weiland, amerikansk musiker (født 1967).
- 4. december - Robert Loggia, amerikansk filmskuespiller (født 1930).
- 6. december - Holly Woodlawn, amerikansk skuespillerinde (født 1946).
- 8. december - Bonnie Lou, amerikansk sangerinde (født 1924).
- 9. december - Akiyuki Nosaka, japansk romanforfatter (født 1930).
- 10. december - Dolph Schayes, amerikansk basketballspiller (født 1928).[2]
- 13. december - Benedict Anderson, britisk-amerikansk historiker (født 1936).
- 16. december - Peter Ørsted, dansk historiker (født 1942).
- 17. december - Osamu Hayaishi, japansk biokemiker (født 1920).
- 18. december - Luc Brewaeys, belgisk komponist, pianist og dirigent (født 1959).
- 19. december - Douglas Dick, amerikansk skuespiller (født 1920).
- 20. december - Patricia Elliott, amerikansk skuespillerinde (født 1938).
- 22. december - Peter Lundblad, svensk sanger (født 1950).
- 25. december - Tyge Pedersen, dansk journalist (født 1944).
- 25. december - Jason Wingreen, amerikansk skuespiller (født 1920).
- 26. december - Erling Tiedemann, dansk politiker (født 1932).
- 27. december - Ellsworth Kelly, amerikansk kunster (født 1923).
- 28. december - Lemmy Kilmister, engelsk musiker (Motörhead) (født 1945).
- 29. december - Pavel Srníček, tjekkisk fodboldspiller (født 1968).
- 31. december - Natalie Cole, amerikansk sanger (født 1950).